# 傍若のカリスマ
「傍若のカリスマ」（ぼうじゃくのカリスマ）は、UNISON SQUARE GARDENの20thシングル。2024年10月2日にトイズファクトリーより発売された。

## 概要
前作『いけないfool logic』から約1年ぶりのシングルとなる。
表題曲「傍若のカリスマ」は、テレビアニメ『ブルーロック』の第2期である『ブルーロック VS. U-20 JAPAN』オープニング主題歌に起用されている。
初回生産限定盤には、「"SUB MACHINE, BEST MACHINE" museum」で放映された「UNISON SQUARE GARDEN「UNICITY Vol.2」at Zepp Haneda 2024.03.04」の映像から4曲を収録したBDが付属する。
本シングルを引っ提げてのライブツアーUNISON SQUARE GARDEN TOUR 2025「Charisma & Princess」が全国8都市14公演で開催されることが決定。
9月26日 - 初回生産限定盤付属BD「UNISON SQUARE GARDEN「UNICITY Vol.2」 at Zepp Haneda 2024.03.04」のトレイラーが公開。

## 収録内容
| 全作詞・作曲: 田淵智也、全編曲: UNISON SQUARE GARDEN、SE Arrangement：eba（#1）、Strings Arrangement：伊藤翼（#1）。 |                                                                               |          |            |      |
| # | タイトル                                                                      | 作詞     | 作曲・編曲 | 時間 |
| 1. | 「傍若のカリスマ」(TVアニメ『ブルーロック VS. U-20 JAPAN』オープニング主題歌) | 田淵智也 | 田淵智也   | 4:25 |
| 2. | 「憂鬱はプリンセス」                                                          | 田淵智也 | 田淵智也   | 3:09 |
| 合計時間: | 合計時間:                                                                     | 7:34     |            |      |

| #  | タイトル                  | 作詞 | 作曲・編曲 |
| -- | ------------------------- | ---- | ---------- |
| 1. | 「春が来てぼくら」        |      |            |
| 2. | 「harmonized finale」     |      |            |
| 3. | 「mix juiceのいうとおり」 |      |            |
| 4. | 「オリオンをなぞる」      |      |            |